# Stopnie w karate
Stopnie w karate można podzielić przede wszystkim na stopnie uczniowskie kyū oraz stopnie mistrzowskie dan.
Tradycyjne karate okinawańskie przywiązywało znikomą wagę do stopni. Najczęściej stosowane rozróżnienia dotyczyły podziału na:
- uczniów początkujących (biały pas),
- uczniów zaawansowanych – senpai (kolorowy pas),
- mistrzów – sensei (czarny pas).

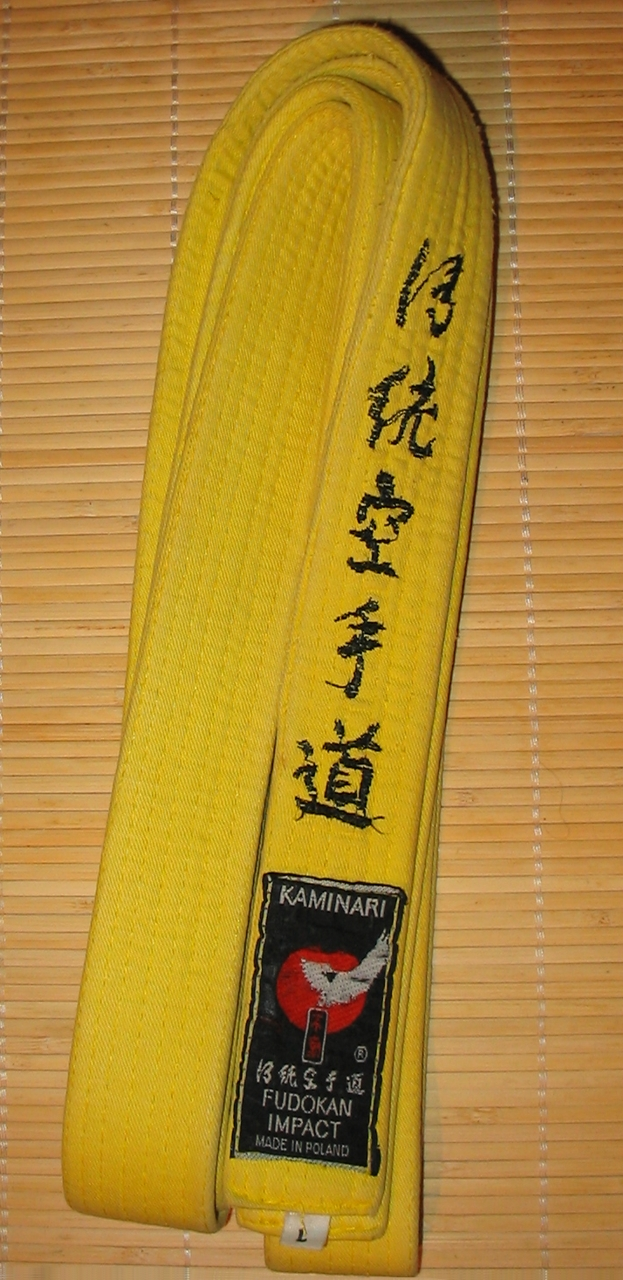
Żółty pas

Z uwagi na rozpowszechnienie się karate poza Japonią, a także ponieważ tę sztukę walki zaczęli uprawiać także zwykli ludzie, którzy po prostu chcieli amatorsko uprawiać jakiś sport, a nie poświęcać swoje życie rozwojowi sztuki, pojawiła się potrzeba stworzenia wymagań egzaminacyjnych i dania amatorom możliwości szybszego awansu (by nie zniechęcali się zbytnio do treningu). Było to szczególnie istotne w ramach stopni dla początkujących, którzy nie chcieli czekać wielu lat, aby zdobyć brązowy pas. 
W ramach poszczególnych stylów karate podziały nastąpiły różnie. Jedyną cechą wspólną kolorów pasów wydaje się pozostawienie czarnego pasa dla wyróżniania mistrza, oraz brązowego pasa dla zaawansowanych adeptów. Także liczba stopni uczniowskich kyū waha się pomiędzy stylami od sześciu aż do nawet dwunastu.

## Ashihara Karate
W stylu Ashihara Karate wyróżnia się następującą gradację pasów
uczniowskich:
- 10 kyū pas biały z niebieską belką
- 9 kyū pas biały z 2 niebieskim belkami
- 8 kyū pas niebieski
- 7 kyū pas niebieski z żółtą belką
- 6 kyū pas żółty
- 5 kyū pas żółty z zieloną belką
- 4 kyū pas zielony
- 3 kyū pas zielony z brązową belką
- 2 kyū pas brązowy
- 1 kyū pas brązowy z czarną belką

## Gōjū-ryū
W stylu Gōjū-ryū wyróżnia się następującą gradację pasów uczniowskich:
- 10 kyū pas biały z żółtą belką
- 9 kyū pas żółty
- 8 kyū pas żółty z zieloną belką
- 7 kyū pas żółty z 2 zielonymi belkami
- 6 kyū pas zielony
- 5 kyū pas zielony brązową belką
- 4 kyū pas zielony z 2 belkami
- 3 kyū pas brązowy
- 2 kyū pas brązowy z czarną belką
- 1 kyū pas brązowy z 2 belkami

## Gōsoku-ryū
W stylu gōsoku-ryū wyróżnia się następującą gradację pasów uczniowskich:
- 10 kyū pas biały,
- 9 kyū pas żółty,
- 8 kyū pas pomarańczowy,
- 7 kyū pas zielony,
- 6 kyū pas fioletowy
- 5-4 kyū pas niebieski,
- 3-1 kyū pas brązowy.

## Kyokushin
W stylu kyokushin w federacji kyokushinkan wyróżnia się następującą gradację pasów uczniowskich:
- początkujący bez stopnia - pas biały,
- 10 kyū pas pomarańczowy,
- 9 kyū pas pomarańczowy z niebieską belką,
- 8 kyū pas niebieski,
- 7 kyū pas niebieski z żółtą belką,
- 6 kyū pas żółty,
- 5 kyū pas żółty z zieloną belką,
- 4 kyū pas zielony,
- 3 kyū pas zielony z brązową belką,
- 2 kyū pas brązowy,
- 1 kyū pas brązowy z czarną belką.

Stopnie dla dzieci poniżej 14 roku życia:
- 10.1 kyū pas pomarańczowy z jedną czerwoną belka
- 10.2 kyū pas pomarańczowy z dwiema czerwonymi belkami
- 10.3 kyū pas pomarańczowy z trzema czerwonymi belkami
- 9.1 kyū pas pomarańczowy z jedną niebieską i czerwoną belką
- 9.2 kyū pas pomarańczowy z jedną niebieską i dwiema czerwonymi belkami
- 9.3 kyū pas pomarańczowy z jedną niebieską i trzema czerwonymi belkami
- 8.1 kyū pas niebieski z jedną czerwoną belka
- 8.2 kyū pas niebieski z dwiema czerwonymi belkami
- 8.3 kyū pas niebieski z trzema czerwonymi belkami
- 7.1 kyū pas niebieski z jedną żółtą i czerwoną belką
- 7.2 kyū pas niebieski z jedną żółtą i dwiema czerwonymi belkami
- 7.3 kyū pas niebieski z jedną żółtą i trzema czerwonymi belkami
- 6.1 kyū pas żółty z jedną czerwoną belka
- 6.2 kyū pas żółty z dwiema czerwonymi belkami
- 6.3 kyū pas żółty z trzema czerwonymi belkami
- 5.1 kyū pas żółty z jedną zieloną i czerwoną belka
- 5.2 kyū pas żółty z jedną zieloną i dwiema czerwonymi belkami
- 5.3 kyū pas żółty z jedną zieloną i trzema czerwonymi belkami

## Oyama
W stylu oyama wyróżnia się następującą gradację pasów uczniowskich:
Wymagania od 14 lat:
- początkujący bez stopnia - pas biały lub biały sznurek,
- 10 kyū pas biały,
- 9 kyū pas biały z niebieską belką,
- 8 kyū pas niebieski,
- 7 kyū pas niebieski z żółtą belką,
- 6 kyū pas żółty,
- 5 kyū pas pomarańczowy,
- 4 kyū pas zielony,
- 3 kyū pas zielony z brązową belką,
- 2 kyū pas brązowy,
- 1 kyū pas brązowy z czarną belką.

Wymagania do 14 lat:
- początkujący bez stopnia - pas biały lub biały sznurek,
- 10 kyū pas biały,
- 9 kyū junior biały pas z jedną belką,
- 9 kyū senior biały pas z dwiema belkami,
- 8 kyū junior biały pas z trzema belkami,
- 8 kyū senior niebieski pas,
- 7 kyū junior niebieski pas z jedną belką,
- 7 kyū senior niebieski pas z dwiema belkami,
- 6 kyū junior niebieski pas z trzema belkami,
- 6 kyū senior żółty pas,
- 5 kyū junior żółty pas z jedną belką,
- 5 kyū senior pomarańczowy pas
- 4 kyū junior pomarańczowy pas z jedną belką,
- 4 kyū senior zielony pas
- 3 kyū junior zielony pas z jedną belką,
- 3 kyū senior zielony pas z dwiema belkami,
- 2 kyū junior zielony pas z trzema belkami,
- 2 kyū senior brązowy,

Stopnia mistrzowskie:
- 1 Dan  Czarny pas z jednym złotym pagonem
- 2 Dan  Czarny pas z dwoma złotymi pagonami
- 3 Dan  Czarny pas z trzema złotymi pagonami
- 4 Dan  Czarny pas z czterema złotymi pagonami
- 5 Dan  Czarny pas z pięcioma złotymi pagonami
- 6 Dan  Czarny pas z sześcioma złotymi pagonami
- 7 Dan  Czarny pas z siedmioma złotymi pagonami
- 8 Dan  Czarny pas z ośmioma złotymi pagonami
- 9 Dan  Czarny pas z dziewięcioma złotymi pagonami
- 10 Dan  Czarny pas a na nim dziesięć złotych pagonów

## Seidō
W stylu seidō wyróżnia się następującą gradację pasów uczniowskich:
- 10 kyū pas biały,
- 9 kyū pas biały z czarnym emblematem Seidō oznaczającym wyższy stopień
- 8 kyū pas niebieski,
- 7 kyū pas niebieski z czarnym emblematem Seidō
- 6 kyū pas żółty,
- 5 kyū pas żółty z czarnym emblematem Seidō
- 4 kyū pas zielony,
- 3 kyū pas zielony z czarnym emblematem Seidō
- 2 kyū pas brązowy,
- 1 kyū pas brązowy z czarnym emblematem Seidō

Dzieci do 14 roku życia obowiązkowo mają przehaftowany pas na całej długości białą wstążką.

## Shōtōkan
W stylu shōtōkan w Polskim Związku Karate, Polskim Związku Karate Tradycyjnego oraz Polskiej Federacji Karate Sportowego wyróżnia się następującą gradację pasów uczniowskich:
- 9 kyū pas biały,
- 8 kyū pas żółty,
- 7 kyū pas pomarańczowy,
- 6 kyū pas zielony,
- 5-4 kyū pas niebieski,
- 3-1 kyū pas brązowy.

Lecz w Wielkiej Brytanii (JKA) kolory pasów są następujące:
- początkujący pas biały,
- 9 kyū pas pomarańczowy,
- 8 kyū pas czerwony,
- 7 kyū pas żółty,
- 6 kyū pas zielony,
- 5 kyū pas fioletowy,
- 4 kyū pas fioletowy z białą belką,
- 3 kyū pas fioletowy z dwiema białymi belkami,
- 2 kyū pas brązowy,
- 2.1 kyū pas brązowy z białą belką,
- 1 kyū pas brązowy z dwiema białymi belkami,

Wymagania Polskiego Związku Karate określają również stopnie dla dzieci poniżej 14 roku życia:
- 9.1 kyū pas biały z jedną belką,
- 9.2 kyū pas biały z dwiema belkami
- 9.3 kyū pas biały z trzema belkami,
- 8.1 kyū pas żółty z jedną belką,
- 8.2 kyū pas żółty z dwiema belkami,
- 8.3 kyū pas żółty z trzema belkami,
- 7.1 kyū pas pomarańczowy z jedną belką,
- 7.2 kyū pas pomarańczowy z dwiema belkami,
- 7.3 kyū pas pomarańczowy z trzema belkami,
- 6.1 kyū pas zielony z jedną belką,
- 6.2 kyū pas zielony z dwiema belkami,
- 6.3 kyū pas zielony z trzema belkami,
- 5.1 kyū pas niebieski z jedną belką,
- 5.2 kyū pas niebieski z dwiema belkami,
- 5.3 kyū pas niebieski z trzema belkami,
- 4.1 kyū pas brązowy z jedną belką,
- 4.2 kyū pas brązowy z dwiema belkami,
- 4.3 kyū pas brązowy z trzema belkami,

## Ryu-Te Kempo Karate
W stylu Ryu-Te wyróżnia się następujące stopnie:
- 10 kyū pas biały z czerwoną belką
- 9 kyū pas biały z czerwoną i czarną belką
- 8 kyū pas żółty
- 7 kyū pas pomarańczowy
- 6 kyū pas fioletowy
- 5 kyū pas niebieski
- 4 kyū pas zielony
- 3 kyū pas brązowy
- 2 kyū pas brązowy
- 1 kyū pas brązowy
- 1 dan pas czarny

## Shin Ai Do Karate
W stylu Shin Ai Do Karate wyróżnia się następujące stopnie:
- 10 kyū pas biały
- 9 kyū pas biały z czarną belką
- 8 kyū pas biały z dwiema czarnymi belkami
- 7 kyū pas żółty
- 6 kyū pas żółty z czarną belką
- 5 kyū pas zielony
- 4 kyū pas zielony z czarną belką
- 3 kyū pas zielony z dwiema czarnymi belkami
- 2 kyū pas brązowy
- 1 kyū pas brązowy z czarną belką
- 1 dan pas czarny